# Klaus Vogel (Kapitän)
Klaus (Anselm) Vogel (* 1956 in Hamburg) ist ein deutscher Historiker und Kapitän, der seit 2015 der Gründungsvorsitzende der deutschen Vereine der Seenotrettungsorganisationen SOS Méditerranée und SOS Humanity ist.
Klaus Vogel fuhr nach dem Abitur auf Handelsschiffen zur See, absolvierte die Bremer Hochschule für Nautik (heute Teil der Hochschule Bremen) und erwarb 1981 das „Patent auf großer Fahrt“ (siehe Befähigungszeugnis).
Ab 1983 studierte er in Göttingen, Bielefeld und Paris Geschichte, Philosophie und Volkswirtschaftslehre. 1995 wurde er mit der Studie Sphaera terrae – das mittelalterliche Bild der Erde und die kosmographische Revolution an der Universität Göttingen promoviert. Im gleichen Jahr gründete er mit Manfred Cierpka den „Göttinger Arbeitskreis für interdisziplinäre Gewaltforschung“. Er war Stipendiat der Alexander-von-Humboldt-Stiftung in Rom und Mitarbeiter am Max-Planck-Institut für Geschichte in Göttingen.
Seit Oktober 2000 fuhr Vogel wieder zur See, seit 2005 als Kapitän und seit 2007 auf Containerschiffen der Reederei Hapag-Lloyd. Seit 2015 widmete er sich der Seenotrettung von Flüchtlingen im Mittelmeer.